# Kwarx
Le Kwarx est un verre sans plomb dont le nom est dérivé du quark. Il est conçu et développé par Arc International à partir de 2004 pour présenter une meilleure résistance aux chocs. La réduction des points de fragilité des verres est obtenue en renforçant le talon d'Achille qu'est le bord de la coupe. Sa dureté est cependant identique à celle des autres verres. L'autre aspect distinctif est la résistance du verre aux produits détergents dans un lave-vaisselle ; son éclat serait préservé après 4 à 5 fois plus de cycles que pour un verre traditionnel (2 000 fois au lave-vaisselle sans se voilier),. Le matériau est par ailleurs recyclable.
Pour les caractéristiques de transparence et d'éclat, le Kwark présente un indice de transparence (indice W) supérieur à celui du verre traditionnel et du cristal, mesuré à 90 (respectivement 89 et 86 pour les deux derniers).